# Novi Kozarci
Novi Kozarci (cyr. Нови Козарци) – wieś w Serbii, w Wojwodinie, w okręgu północnobanackim, w mieście Kikinda. W 2011 roku liczyła 1894 mieszkańców.